# Katastrofy a neštěstí 1962
Tento článek obsahuje seznam katastrof a neštěstí, které proběhly roku 1962.

## Říjen
- 10. října – Havárie letadla na lince Košice–Brno–Praha v lokalitě Špidlák u obce Sokolnice na Brněnsku. Z celkového počtu 42 lidí na palubě nehodu nepřežilo 10 cestujících a tři členové posádky.[1]